# إدوارد ويبستر لوروا
إدوارد ويبستر لوروا هو محرر وسياسي أمريكي، ولد في 13 يناير 1874، وتوفي في 1940. نشط حزبياً في الحزب الجمهوري. وقد انتخب عضو جمعية ولاية ويسكونسن ‏.